# Gustawów (Łódź)
Pour les articles homonymes, voir Gustawów.
Gustawów est une localité polonaise de la gmina de Rzeczyca, située dans le powiat de Tomaszów Mazowiecki en voïvodie de Łódź.